# Alosa suworowi
Alosa suworowi és una espècie de peix de la família dels clupeids i de l'ordre dels clupeïformes.